# Hiệp hội bóng đá Gibraltar
Hiệp hội bóng đá Gibraltar (tiếng Anh: Gibraltar Football Association - GFA) là tổ chức quản lý, điều hành các hoạt động bóng đá ở Gibraltar. GFA quản lý các đội tuyển bóng đá quốc gia nam và futsal. Hiệp hội bóng đá Gibraltar gia nhập FIFA vào năm 2016 và UEFA năm 2013.